# Avaträsk
Avaträsk är en småort i Dorotea distrikt (Dorotea socken) i Dorotea kommun i södra Lappland i Västerbottens län. Byn ligger längs väg 1052 mot Borgafjäll, cirka en mil nordväst om Dorotea. Byn Avaträsk är utdragen på längden eftersom den ligger med Nils-Bersberget på ena sidan och Avaträsksjön på den andra. Omkring Avaträsk finns fyra mindre byar: Fjälltuna, Måntorp, Bränna och Tvåtjärn.

## Historia
Den förste som bokfördes som bofast i byn var en man som hette Nils Nilsson-Fjällmark, som flyttade till Avaträsk 1744. År 1890 byggdes byns första skola, och fyra år senare var landsvägen genom byn färdig. 1907 togs den första telefonen i bruk, och Avaträsk fick elektrisk belysning år 1919.
På 1920-talet etablerades den första taxirörelsen i byn, i form av en bybo som körde en T-Ford. När Avaträsk var som störst fanns i byn tre affärer och ett flertal pensionat och kaféer. Idag finns inget av detta kvar, och det jord- och skogsbruk som en gång var av vital betydelse bedrivs nu som fritidsverksamhet. Byn har idag ett levande föreningsliv, där Avaträsk Framtid, som bildades 1995, fungerar som centralförening med huvudsakligt mål att främja byns överlevnad.

## Befolkningsutveckling
| Befolkningsutvecklingen i Avaträsk 1990–2023 | Befolkningsutvecklingen i Avaträsk 1990–2023 | Befolkningsutvecklingen i Avaträsk 1990–2023 | Befolkningsutvecklingen i Avaträsk 1990–2023 | Befolkningsutvecklingen i Avaträsk 1990–2023 |
| -------------------------------------------- | -------------------------------------------- | -------------------------------------------- | -------------------------------------------- | -------------------------------------------- |
|                                              |                                              |                                              |                                              |                                              |
| År                                           |                                              |                                              | Folkmängd                                    | Areal (ha)                                   |
| 1990                                         | 1990                                         |                                              | 124                                          | 56#                                          |
| 1995                                         | 1995                                         |                                              | 110                                          | 54#                                          |
| 2000                                         | 2000                                         |                                              | 101                                          | 55#                                          |
| 2005                                         | 2005                                         |                                              | 81                                           | 55#                                          |
| 2010                                         | 2010                                         |                                              | 78                                           | 55#                                          |
| 2015                                         | 2015                                         |                                              | 92                                           | 112#                                         |
| 2020                                         | 2020                                         |                                              | 80                                           | 95#                                          |
| 2023                                         | 2023                                         |                                              | 78                                           | 92                                           |
| Anm.: # Som småort.                          |                                              |                                              |                                              |                                              |